# My Fantasia
My Fantasia（マイ・ファンタジア）は、日本のポップ・ロックバンド、Broken my toyboxが2024年2月4日に配信リリースした1作目のミニアルバム。

## 概要
- 前作『Broken my toybox』から約2年1ヶ月ぶりのアルバム作品。
- 本アルバムは『「Broken my toybox の求めた理想郷」が完成した』ことから「My Fantasia」というタイトルに至った[1]。メンバーの藤井樹は、収録曲について「これまでは退廃的・マイナスな曲が多かったので、受け入られやすい曲の作り方をした。」と語っている[1]。

## 収録曲
全作詞・作曲：藤井樹
1. 幸福のすべて
2. コピーライト
3. Up to (Instrumental)
4. メロディーメーカー
5. Float
6. 椿の唄
7. Dress (Instrumental)
8. Fantasia